# Nearcha tristificata
Nearcha tristificata är en fjärilsart som beskrevs av Walker 1861. Nearcha tristificata ingår i släktet Nearcha och familjen mätare. Inga underarter finns listade i Catalogue of Life.